# Король
Коро́ль — титул монарха в деяких країнах.

## Походження слова і українські традиції
Українське «король» (як і пол. król, чеськ. král, серб. кра̑љ/krȃlj, староцерк.-слов. краль) походить від прасл. *korljь. Існують різні версії походження цього слова, найпоширеніша з них — це слово є слов'янською адаптацією імені Карла I Великого (лат. Carolus Magnus), короля франків та римського кайзера (імператора), засновника династії Каролінгів. Варіант жіночого роду короле́ва походить від пол. królowa (присвійна форма від król), що набуло повноголосної форми під впливом слова король.
Слово «король» є відповідником латинського титулу «Rex». З християнізацією народів Європи церковна влада почала надавати титул Rex суверенним володарям у вигляді найвищого символу «помазаника Божого» — статус затверджений і освячений самим Святим Престолом. Таким чином він давав значно більшу вагу й значення в міждержавних відносинах, ніж статус удільного володаря — у німецькій традиції «герцога», романській — «дюка», слов'янській — «удільного князя» тощо. Так оформилася градація титулів в Західній Європі.
У слов'янському суспільстві окремого правителя звали словом «князь» (етимологічно споріднено з німецьким словом «конунг» — könig/kuning, так само балтське kuningas й англ. king). Найвищою суверенною владою володіли «Великі князі» (разом із терміном «господарі»), як сюзерени князів удільних, васальних, що відповідають європейським «герцогам» і «дюкам».
Із занепадом Каролінзької імперії у IX столітті в Західній Європі утворюються французькі, італійські та германські королівські держави. Володарі більшості цих країн також прагнули отримати від Папи Римського титул суверенного монарха — rex.
У той час у Східній Європі за вплив із Римом бореться Візантійська імперія. На зламі двох тисячоліть у Східній Європі виникають нові християнські держави: польська, чеська, руська, угорська тощо. Так, починаючи з 955-го, серед угорців поширювалося християнство. На знак подяки за це Папа Римський Сильвестр II прислав угорському правителю Іштвану I королівську корону, й на Різдво 1000 року його було урочисто короновано. В українських землях християнство було знане здавна, також приймалось із Візантії окремими князями (Аскольд-Миколай, княгиня Ольга, Ярополк Святославич), та державною релігією воно стало лише заходами Великого князя Київського Володимира Святославича, що прийняв його від греків десь біля кінця X ст.
За деякий час, 1025 року, польському князю Болеславу I було надано титул короля, з Риму. За князя Бретислава I Чехія стала васалом Священної Римської імперії, а 1086-го його син Вратислав II був коронований у Празі Трирським єпископом Едильбертом.

Першими руськими правителями, яких безпосередньо коронував голова латинської церкви — Папа Римський (уже після розколу християнства 1054 року) — став Святий Благовірний князь Ярополк та його дружина Ірина, що поїхали до Риму, утікаючи на Захід, з батьком Ярополка Ізяславом, від Святослава Ярославича, що захопив київський стіл.  Великий князь Ізяслав звернувся до свого союзника, імператора Священної Римської імперії Генріха IV, а згодом відправив посольство на чолі з Ярополком до Папи Григорія VII. Переговори з ним були вдалими, й 17 квітня 1075 року Папа Григорій видав буллу, на початку якої мовилось:
Дмитру (ім'я надане при хрещені Ізяславу), королю руському, і королеві, дружині його… Ваш син під час відвідування Апостольського престолу хотів отримати королівство як дар святого Петра з наших рук… Ми зійшли до його прохань і прагнень, оскільки вони здалися справедливими, і, крім того, з огляду на вашу згоду передали йому управління вашим королівством як частиною володінь святого Петра.
Впродовж століть після розколу Церкви руські та інші православні монархи не підпорядковувалися латинському обряду, тож у їх внутрішньому вжитку/титулах слово «король» застосовувалось лише до католицьких монархів (початково їх в літописах звали просто «великими князями» чи «князями», імператорів же Германії та Візантії називали «цісарями»), а не до себе. Окрім лексики в міжнародній кореспонденції латинською мовою із Заходом, де поняттям «rex» позначали київських господарів і латиняни, на знак визнання суверенними.
Хоча Великий князь Русі Данило Романович з політичних мотивів (хрестовий похід та єднання проти монголів) і домовився про додаткову коронацію від католицького Папи, отримавши нову корону з рук його посла, на фактичний статус верховної влади господаря і місцеву традицію назв це не впливало, бо він вже був верховним сувереном. І самого Данила, і його некоронованого Папою сина Лева в західній традиції чітко позначають титулом Рекс, так само закономірно фігурують і литовські князі-язичники (Гедимін, Ягайло) в контактах із католиками. Ця тема часто була предметом плутанини в публіцистиці.
По-справжньому слово «король» (але не частіше за старий традиційний титул «господар») почало приживатись у руській традиції приблизно лише від періоду коронації Ягайла Ольгердовича в Кракові, як короля Польщі, Литви і Руси, унаслідок інтеграційних процесів із західною термінологією.
Слова, які значать «король» у германських мовах (англ. king, нім. König, швед. konung, готське *kuniggs) походять від прагерм. *kuningaz. Так за часів язичництва давні германці називали виборного сакрального і військового правителя. Зазвичай він походив зі знаті, його походження вважалося божественним. Від слова *kuningaz або *kuniggs походить і слов'янське «князь».
Французьке roi, румунське rege, іспанське rey походять від латинського титулу rex («король», «цар»), яким звали правителів Риму у дореспубліканський період. Це слово вважається похідним від пра-і.є. *h₃rḗǵs («цар», «вождь»), з якого також походять гінді राजा раджа («цар», «князь», «раджа»), санскр. राजन् раджан (так само), ром. rai («чоловік», «циган-мандрівник»), ірл. rí («король», «цар»). Похідні від rex засвідчені і в слов'янських мовах: д.-рус. рига («король», трапляється в описі паломництва ченця Зосими, 1420 р.), церк.-слов. риксъ; ці форми запозичені через візантійські ῥήγας, ῥῆξ.

## Список сучасних королів
- Європа

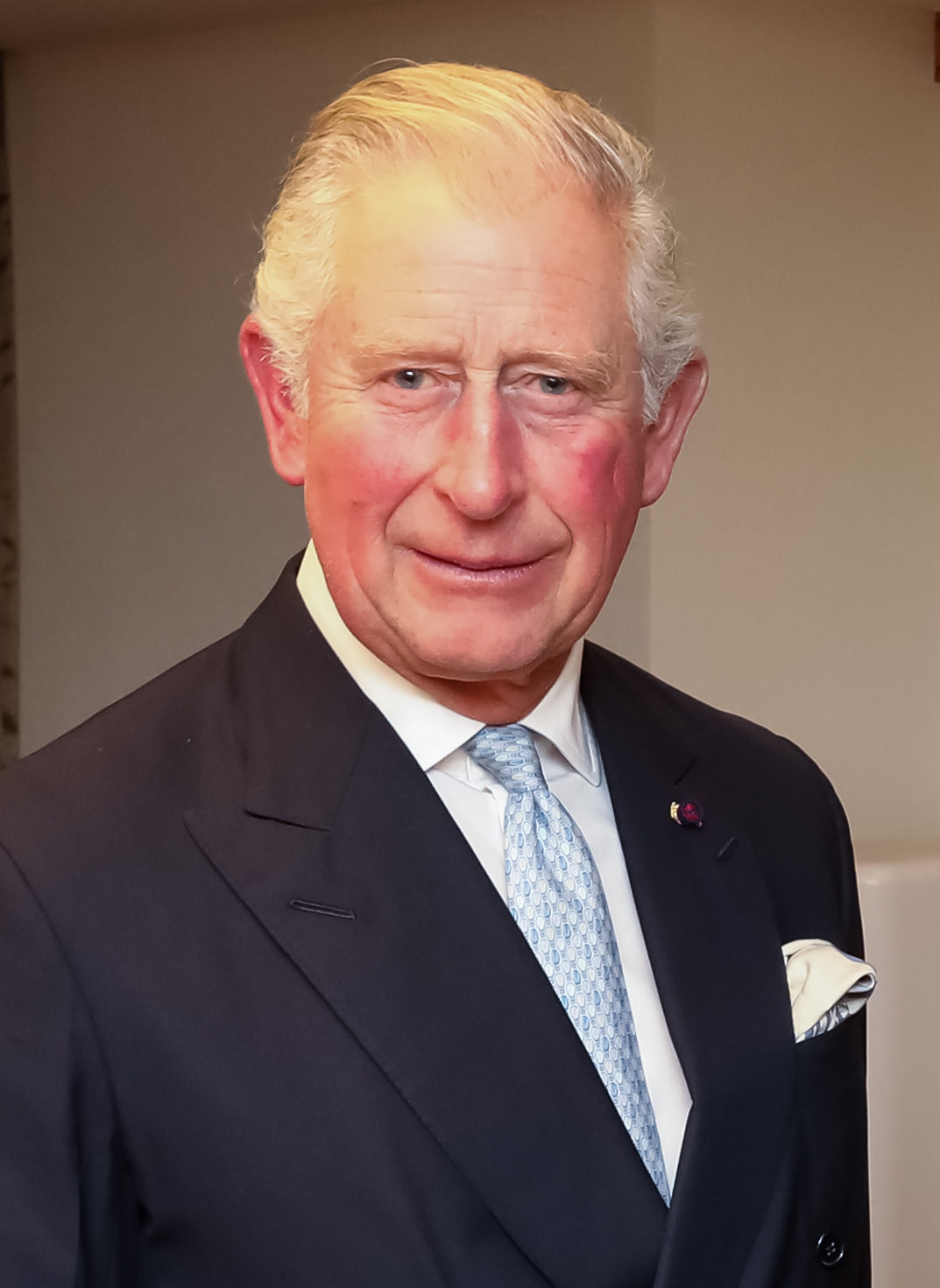
Чарльз III, король Великої Британії.

  - Чарльз III, король Великої Британії (також має королівський титул ще у 15 країнах Співдружності націй)
  - Фредерік X, король Данії
  - Карл XVI Густав, король Швеції
  - Феліпе VI, король Іспанії
  - Віллем-Александер, король Нідерландів
  - Гаральд V, король Норвегії
  - Філіп I, король Бельгії

- Азія
  - Рама X, король Таїланду
  - Джігме Кхесар Намг'ял Вангчук, король Бутану
  - Салман ібн Абдель Азіз ас-Сауд, король Саудівської Аравії
  - Абдалла II, король Йорданії
  - Туанку Сайєд Сіраджуддін, король Малайзії
  - Хамад ібн Іса аль-Халіфа, король Бахрейну
  - Сіамоні Нородом, король Камбоджі

- Африка
  - Мсваті III, король Есватіні
  - Летсіє III, король Лесото
  - Мохаммед VI, король Марокко

- Океанія
  - Тауфаахау Тупоу VI, король Тонги